# Barringtonia niedenzuana
Barringtonia niedenzuana är en tvåhjärtbladig växtart som beskrevs av Reinhard Gustav Paul Knuth. Barringtonia niedenzuana ingår i släktet Barringtonia och familjen Lecythidaceae. Inga underarter finns listade i Catalogue of Life.